# Нижегородская область
Нижегоро́дская о́бласть (с 1936 года по 22 октября 1990 года — Го́рьковская область) — субъект Российской Федерации в центре европейской части России. Входит в состав Приволжского федерального округа. Административный центр — Нижний Новгород. Один из крупнейших регионов Центральной России.
Площадь — 76 624 км², протяжённость с юго-запада на северо-восток — более 400 км.
Население области — 3 039 421 чел. (2025). Плотность населения: 39,67 человека/км² (2025), удельный вес городского населения: 
81,77 % (2022).
Нижегородская область граничит на северо-западе с Костромской областью, на северо-востоке — с Кировской, на востоке — с республиками Марий Эл и Чувашия, на юге — с республикой Мордовия, на юго-западе — с Рязанской областью, на западе — с Владимирской и Ивановской областями.

## История
К эпохе мезолита в Нижегородской области относятся стоянки Пустынь I и поселение Наумовка I, Красный Бор 5 и др. Могильники фатьяновской культуры эпохи бронзы обнаружены в Чкаловском, Ветлужском и Краснобаковском районах.
В ходе областной реформы Петра I 1708 года Нижний Новгород с окрестными землями был причислен к Казанской губернии. В 1714 году была создана Нижегородская губерния.
Нижегородская область в составе РСФСР была образована 14 января 1929 года. 15 июля того же года область была переименована в Нижегородский край и 7 октября 1932 года — в Горьковский край.
5 декабря 1936 года край был преобразован в Горьковскую область (из него вышли Марийская и Чувашская АССР).
7 января 1954 года из Горьковской области была выделена Арзамасская область. 23 апреля 1957 года Арзамасская область была упразднена, а её территория была вновь включена в состав Горьковской области.
22 октября 1990 года Указом Президиума Верховного Совета РСФСР область была переименована в Нижегородскую область. 21 апреля 1992 года Съезд народных депутатов России утвердил переименование области, внеся поправку в ст. 71 Конституции РСФСР 1978 года, которая вступила в силу 16 мая 1992 года.
В 1994 году в состав области был передан Сокольский район.

## Физико-географическая характеристика

### География
Нижегородская область вытянута в меридиональном направлении, её протяжённость с севера на юг составляет 403 км, а с запада на восток в наиболее широкой южной части — 274 км. Основные различия в климате проявляются по линии север — юг, между лесным Заволжьем и возвышенным Правобережьем.

### Климат
В целом область находится в зоне умеренно континентального климата. Средняя годовая температура воздуха изменяется от 3,0 на севере до 4,5 °С на юге области. За год выпадает около 500—600 мм осадков в Заволжье и 450—500 мм в Правобережье, две трети которых выпадает в виде дождя. С сентября по май в области преобладают южные и юго-западные ветры, а в летние месяцы — северо-западные. Среднегодовая скорость ветра составляет 3—4 м/с.
Зима в Нижегородской области продолжается с начала ноября до конца марта. Средняя месячная температура ноября составляет −3…−5 °C. Средняя месячная температура воздуха января в области составляет −10…−13 °С. Абсолютные минимальные температуры воздуха составляют −45…−50 °С в Заволжье и −42…−46 °С в Правобережье. Максимальные температуры в течение зимних месяцев могут достигать положительных значений до +6 °С. Устойчивый снежный покров ложится обычно 14—21 ноября в Заволжье и 19—28 ноября на юге области. Снежный покров лежит обычно 150—160 дней. Высота снежного покрова к концу марта достигает примерно полуметра, а в лесу — 70—80 см. За зимний сезон по области выпадает около 160—200 мм осадков. Среднемесячные скорости ветра в зимний период выше, чем в тёплый, и составляют 3,5—4,5 м/с.
Весна в области протекает относительно быстро, особенно в Правобережье. Повышение средней месячной температуры воздуха от марта к апрелю составляет обычно 9…10 °С, а в отдельные годы может достигать 15°-16°, в годы с зимними мартами оно всегда двухзначное. В начале апреля почти одновременно по всей области средняя суточная температура воздуха переходит через 0 °С в сторону её повышения. Сход снежного покрова происходит обычно 8—13 апреля на юге и 16—23 апреля на севере области. При затоках арктического холодного воздуха в первой декаде мая температура воздуха может понижаться до −3…−6 °С. Заморозки возможны в конце мая — начале июня. Количество осадков весной составляет по области 70—90 мм. Средняя скорость ветра 3—4 м/с. Май в отдельные периоды может явиться настоящим летним месяцем и часто со знойными периодами, так в 1906 году средняя температура мая достигла +18.5° в Нижнем, а на юге области превысила +19°, что жарче среднего июля тех лет и практически равно современному июлю, максимальное число дней с летом за +20 в мае также может достигать 25-26.
Началом лета принято считать переход средней суточной температуры воздуха через +15 °С, обычно это происходит в конце мая в Правобережье и в конце первой декады июня в Заволжье. Лето в Нижегородской области сравнительно короткое и умеренно тёплое, длится оно около 70—90 дней. Интенсивность роста температуры в летние месяцы замедляется, а с конца июля уже начинается медленное её понижение. Средняя месячная температура июля колеблется от +18 на севере до +20 °С на юге области. Июль — самый тёплый месяц года. Летом температурный режим устойчивее, чем в другие сезоны, междусуточная изменчивость более плавная. Максимальные дневные температуры повышаются до +28…+33 °С, а иногда до +36…+39 °С. Даже в июле вероятны заметные дневные похолодания с понижением дневной температуры до ощутимой прохлады +12°-+14°, как это было в начале июля 2023. Осадки в течение года выпадают неравномерно, большая их часть выпадает в тёплый период и преимущественно в летний сезон. Наибольшее количество осадков, 75—85 мм, обычно приходится на июль. Средние месячные скорости ветра летом составляют 2,5—3,5 м/с.
Осенний период начинается с заморозков в воздухе и на почве после перехода средней суточной температуры воздуха через +15 °С в сторону её понижения, обычно это наблюдается в конце августа на севере и в начале сентября на юге области. Средняя месячная температура в сентябре составляет +10…+11 °С, а к ноябрю понижается до −3…−4 °С. Безморозный период длится на севере области 110—120 дней, а в правобережье 130—140 дней. Средняя месячная температура октября +3…+4 °С, в 2014 году на севере области в Шахунье составила менее 0°, октябрь был фактически зимним, и в 2015 менее +1°. Устойчивый переход средней суточной температуры воздуха через 0 °С в сторону понижения происходит в самом начале ноября. Ночные заморозки сменяются морозами, прогревание днём приводит к оттепелям, уменьшается продолжительность солнечного сияния, резко увеличивается число пасмурных дней (от 1—2 летом до 13—15 в октябре, ноябре). В целом за осенний сезон выпадает 110—130 мм осадков. Показатели средней месячной скорости ветра растут, их значения составляют 3—4 м/с. Вегетационный период — 165—175 дней.

### Рельеф
Нижегородская область расположена в центральной части Восточно-Европейской равнины.
Река Волга делит область на низменное Левобережье (Заволжье) и возвышенное Правобережье — продолжение Приволжской возвышенности (Мордовская возвышенность, Чувашская возвышенность, Дятловы, Перемиловские, Фаддеевы горы, возвышенность Межпьянье).
Наивысшая точка области находится на возвышенности Межпьянье в Сеченовском районе и составляет 252 м над уровнем моря.

### Геологическое строение
Область расположена на Русской платформе, кристаллическое основание которой состоит из гранитов, гнейсов, кварцитов, скрытых под мощными толщами слоистых, более или менее рыхлых осадочных пород. В палеозойскую эру, вся поверхность области несколько раз покрывалась морями. Средняя толщина осадочных пород — от 1 до 3 км. Наиболее отчётливо пласты осадочных пород видны на обрывах правого берега Оки.
Развиты карстовые формы рельефа (пещеры, провалы и др).
На территории области находится Пучеж-Катунский метеоритный кратер диаметром 80 км, образовавшийся 167 млн лет назад.

### Полезные ископаемые
Имеются месторождения торфа, фосфора, железных руд.
В бассейне реки Пьяны есть крупное месторождение титан-циркониевых руд («чёрные пески»): Итмановская россыпь (с. Итманово, Лукояновского района) общие запасы 67 млн м³, из них забалансовые — 4,9 млн м³, прогнозные — 31,2 млн м³. Месторождение входит в пятёрку крупнейших россыпных месторождений титана и циркония России.
Имеются месторождения суглинков:
- Сосновское месторождение (балансовые запасы составляют 788 тыс. м³) северо-западнее посёлка Сосновское[13];
- Ковернинское месторождение (балансовые запасы составляют 361 тыс. м³) северо-восточнее деревни Чёрное[13].

В месторождениях Ардатовского района запасы кварцевого песка составляют 53,8 млн м³, глины — 17,8 млн м³. Для их освоения прежним губернатором г-ном Шанцевым допускалось строительство нового стекольного завода, но данные заявления не имели под собой достаточной экономической базы, и к их реализации не приступали.

### Гидрография
Речная сеть области густа и включает свыше 9000 рек и ручьёв. По её территории протекают крупнейшие реки европейской части России — Волга и её правый приток Ока. В нижегородском Заволжье протекают левые притоки Волги — Ветлуга, Керженец, Узола, Линда. Они несут свои воды среди густых таёжных и смешанных лесов.
В правобережье протекают притоки Волги и Оки. Среди притоков Волги выделяются Сура, текущая по границе с Чувашией, а также Кудьма и Сундовик. В Оку несёт свои воды Тёша. В восточной части Правобережья течёт Пьяна.
Самое крупное озеро — Пырское. Самое крупное озеро карстового происхождения — Большое Святое.
На плоских водоразделах и в низинах множество болот.

### Растительный и животный мир

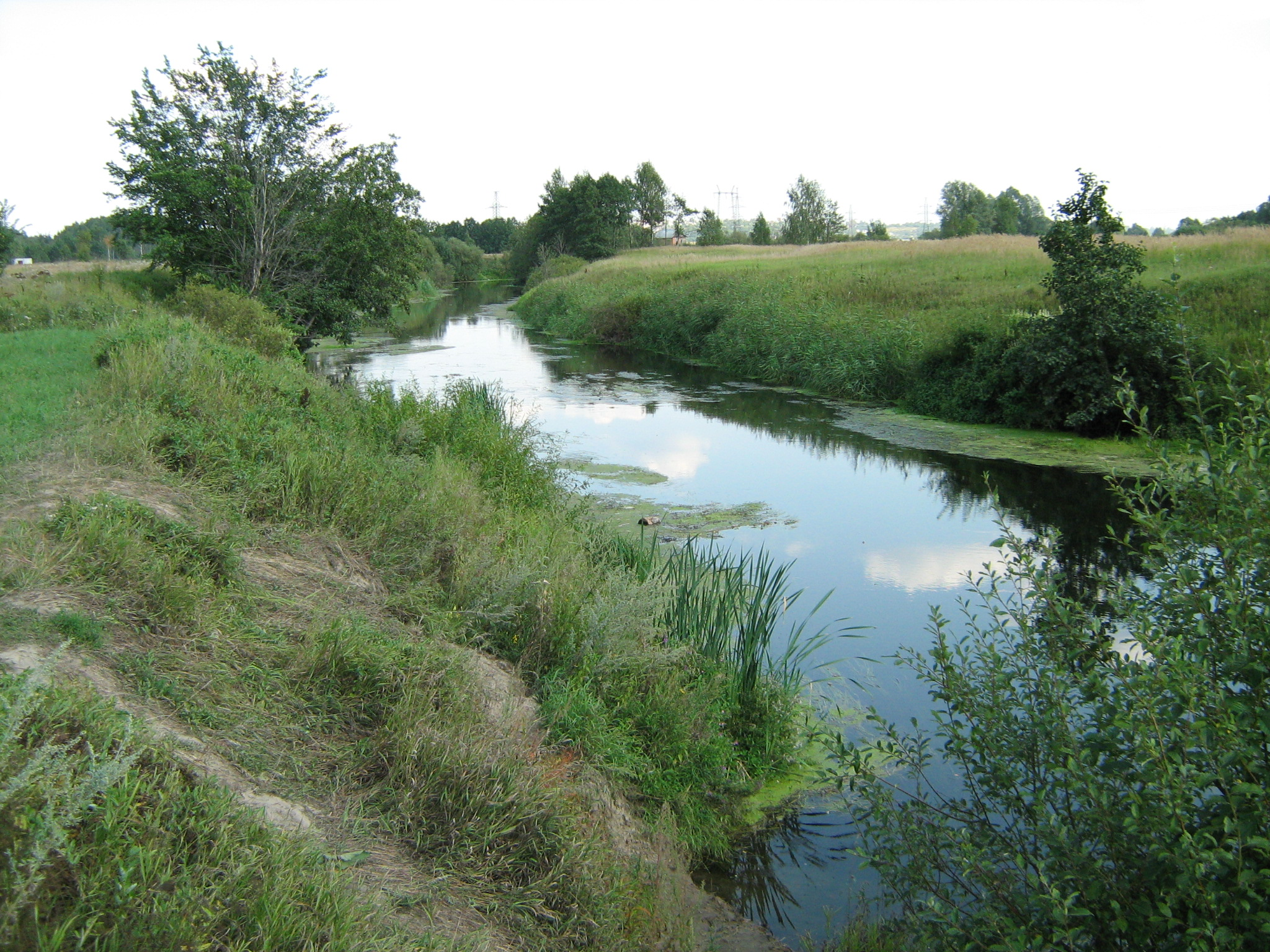
Река Кудьма

Нижегородская область расположена в зонах южно-таёжных, смешанных и широколиственных лесов, а также лесостепи. Южно-таёжные и подтаёжные (смешанные) зоны находятся в Левобережье, а широколиственные леса и лесостепи в Правобережье. Почвы преимущественно дерново-подзолистые, подзолистые, серые лесные.
Леса занимают 3992,7 тыс. га или 53 % территории области. Лесистость территории в северных районах достигает 80 %, в юго-восточных районах снижается до 1 %. Общий запас древесины составляет более 550 млн м³. В Заволжье преобладают хвойные (ель, пихта, сосна, очень редко лиственница) и смешанные леса (липа и берёза). Пойменные урочища покрываются чёрной ольхой, кое-где мелким дубняком, ветельником, ивняком, тальником, с небольшой примесью калины, рябины и др. подобных деревьев. Местами попадается осокорь.
На Правобережье — дубравы и луговые степи. Леса нагорной стороны отличаются большим разнообразием: вековые дубы, огромные вязы, дубовые рощи, липа, клён, ясень, черёмуха, рябина, даже дикорастущая яблоня, рядом с ними орешник, крушина, калина, жимолость и другие кустарники.
В Нижегородской области водятся кабан, лось, волк, лисица, заяц-русак, беляк, бурый медведь, рысь, барсук, сурок, крапчатый суслик, крот, хомяк и другие.

### Охрана природы
Постановлением законодательного собрания с 1996 года учреждена Красная книга Нижегородской области.
На территории области располагаются Керженский заповедник и заказник «Ичалковский».
Всего в Нижегородской области насчитывается 388 особо охраняемых природных территории и 102 охранные зоны площадью 72622 га, которые занимают 7,5 % площади области.
Благодаря реализации нацпроекта «Экология» в регионе появится национальный парк «Нижегородское Поволжье» имени В. А. Лебедева общей площадью 65 тысяч га.

## Экономика

### Промышленность

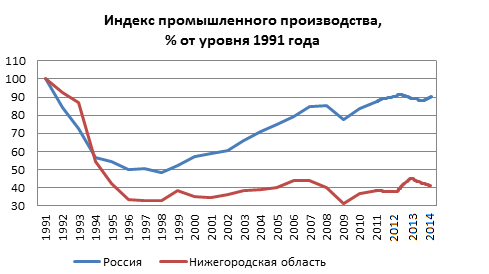
Динамика индексов промпроизводства в России в 1991—2009 годах, в процентах от значений 1991 года

Основные отрасли промышленности — машиностроение, химия, передельная чёрная металлургия, лесная, целлюлозно-бумажная, лёгкая, пищевая.
Предприятия машиностроения и металлообработки производят грузовые и легковые автомобили, автобусы, гусеничные тягачи, автомобильные узлы, детали и агрегаты, речные и морские суда, автомобильные и судовые двигатели внутреннего сгорания, самолёты, станки, приборы, инструменты, оборудование для химической, лёгкой, пищевой промышленности, телевизоры и др.: Нижний Новгород (ОАО «ГАЗ», ПО «Нижегородский машиностроительный завод», авиастроительный завод «Сокол», ПО «Завод Красное Сормово», АО «Нижегородский завод Нител», НПО «Теплообменник»), города Павлово, Арзамас и др.

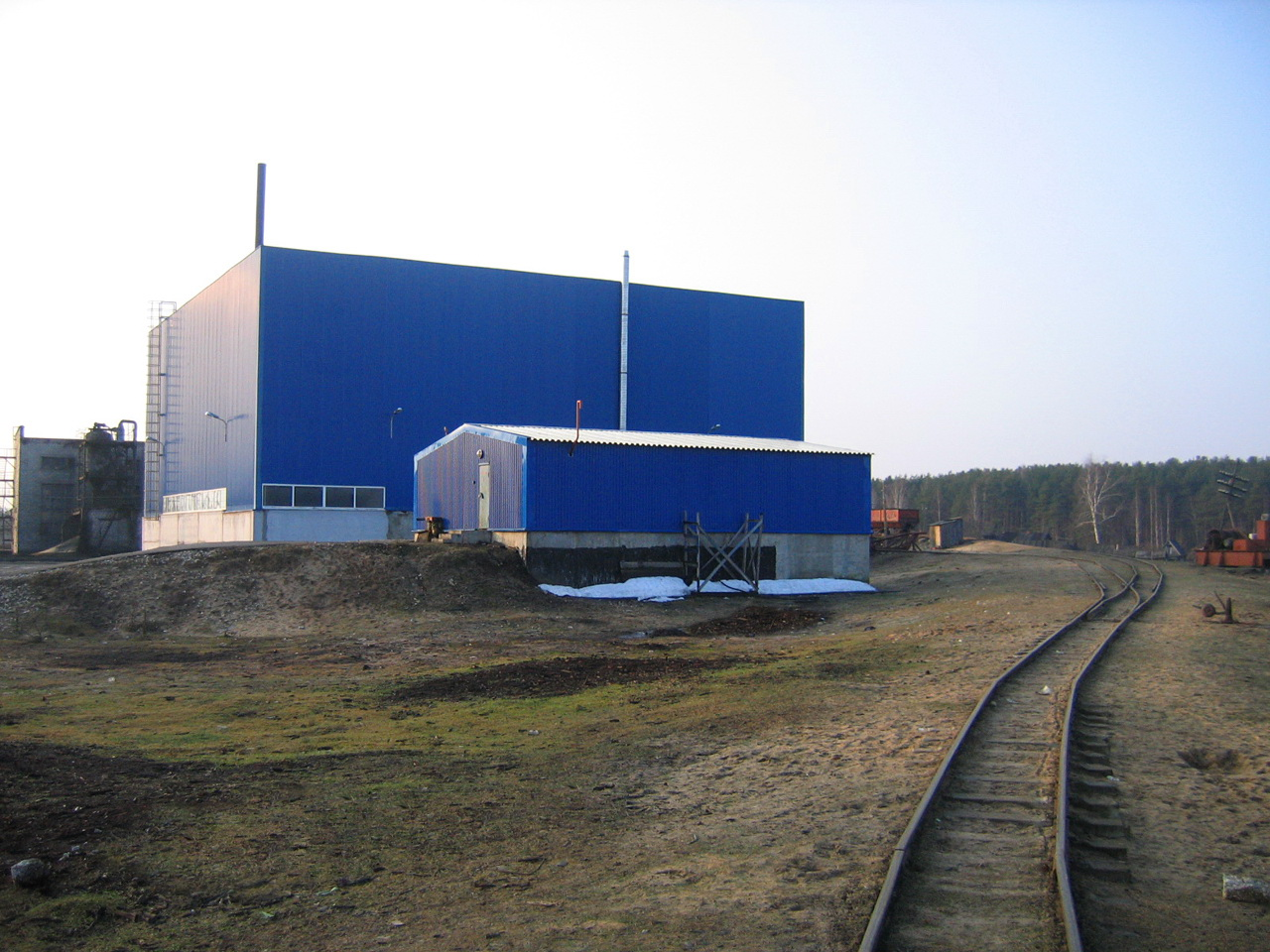
Торфобрикетный завод

Химическая промышленность: продукты органического синтеза, пластмассы и синтетические смолы, оргстекло, лаки, краски, ядохимикаты и др.: Дзержинск, Ковернино, Нижний Новгород. Нефтепереработка: Лукойл-Нижегороднефтеоргсинтез в Кстове. Целлюлозно-бумажное производство — Правдинск, Балахна.
Предприятия передельной чёрной металлургии (Выкса, Кулебаки, Нижний Новгород, Бор) и цветной металлургии (Нижний Новгород). Старинные центры металлообработки — Павлово, Ворсма и др.
На территории Нижегородской области расположены Дзержинская и Игумновская, Новогорьковская, Автозаводская и Сормовская ТЭЦ, Нижегородская ГЭС (Заволжье).
В области есть ряд предприятий молочной промышленности, в частности, Княгининский молочный завод.
Торфяная промышленность
На территории области торфяные месторождения разрабатываются в трёх районах: в Тоншаевском, Богородском и Борском. Торфодобывающие и торфоперерабатывающие предприятия Нижегородской области: ООО «Богородскторф». Архивировано из оригинала 11 сентября 2013 года., ОАО «Борресурсы».
Народные промыслы
Художественные промыслы (Хохломская, Полхов-Майданская роспись, Городецкая роспись), Семеновская роспись, Золотое шитьё г. Городец, Балахнинское кружево, Казаковская филигрань (Вачский район), Жбанниковская свистулька (г. Городец), Варнавинская резьба по кости, Строчевышивальный промысел (Борская вышивка), Нижегородский гипюр (г. Чкаловск, пос. Катунки) и другие.

### Сельское хозяйство
Численность сельского населения на 1 января 2020 года 650.386 человек, 20 % от общего населения Нижегородской области.

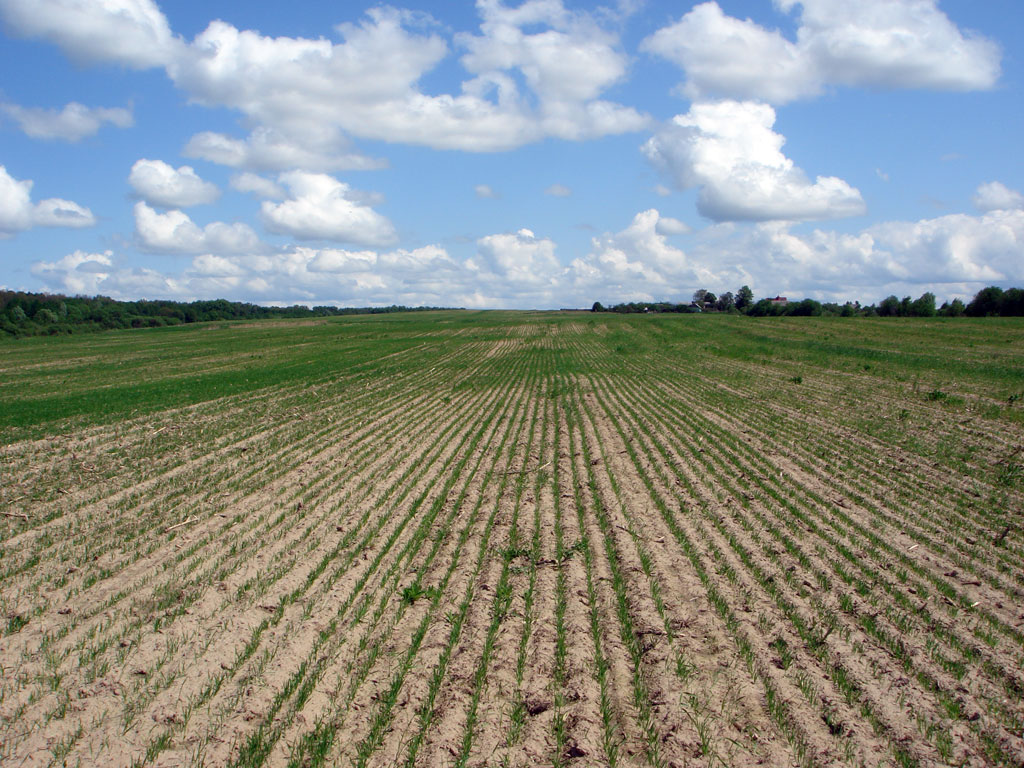
Поле

Выращивают рожь, пшеницу, овёс, ячмень, гречиху, сахарную свёклу, лён-долгунец. Возделывают лук, картофель. Также развито молочно-мясное и молочное скотоводство, свиноводство, птицеводство.
Животноводство
На 1 апреля 2021 года в области поголовье КРС составило 251,1 тыс. голов (-0,5 %), в том числе коров 105,3 тыс. голов (-1,7 %), свиней 245,4 тыс. голов (-8,9 %), овец и коз 72,2 тыс. голов (+3,3 %), птицы 9,774 млн голов (+1,8 %).
Производство мяса на убой (в живом весе) в 2020 году 164,2 тыс. тонн (+1,6 %), из них 143,1 тыс. т сельхозорганизации (+2.6 %).
Валовое производство молока 641,9 тыс. тонн (+3,0 %), в том числе в сельхозорганизациях 506,5 тыс. т (+4,2 %). Средний надой молока в сельхозорганизациях на корову 6648 кг (+4,7 %).
Растениеводство
Тепличные комбинаты в 2005 году выращивают около 12 тыс. тонн овощей: огурец (60 % площадей), томат (30 % площадей), баклажан, кабачок, а также зелёные культуры (салат, сельдерей, кинза, петрушка, лук, укроп и другие).
Валовый сбор овощей закрытого грунта в 2020 году в сельскохозорганизациях составил 9,9 тыс. тонн, что на 5,2 % ниже уровня прошлого года.
В 2009 году было собрано 1,5 млн тонн зерна, что превышало потребности области.
В 2020 году урожай зерновых и зернобобовых культур составил 1 млн 691,1 тыс. тонн (на 31,3 % больше, чем в 2019), при средней урожайности 29,4 ц/га (рост на 25,1 %). Такой объём зерна собран впервые за 28 лет. Всего обмолочено 575,2 тыс. га (рост на 4,9 %). Урожай пшеницы составил 998,8 тыс. т (рост на 62,8 %), урожайность выросла до 32,1 ц/га (рост на 45,2 %). Пшеницей засеяли 311,5 тыс. га (рост 11,9 %). Урожай ячменя 448,2 тыс. тонн (рост на 15,7 %) при урожайности 29,7 ц/га (рост на 17,9 %). Площадь под ячмень 151,0 тыс. га (-1,5 %).
Урожай картофеля составил 433,4 тыс. т (-9,9 %) при урожайности 326,5 ц/га (-0,2 %). Картофель собран с площади 13,3 тыс. га (снижение площади на 9,5 %). По урожаю картофеля Нижегородская область лидирует в ПФО и занимает третье место в России после Брянской (860,9 тыс. т) и Тульской (573,0 тыс. т) областей.
По урожайности картофеля в 2020 году Нижегородская область входит в ТОП-5 регионов России, с 227,9 ц/га. Урожай картофеля составил 748,8 тыс. тонн. в ТОП-3 после Татарстана (1174,2 тыс. т) и Брянской области (1152 тыс. т).
| тыс. гектар | 2367 | 2055,5 | 1716,4 | 1494,6 | 1186,8 | 1165,1 | 1125 |

### Транспорт
Железнодорожный транспорт:

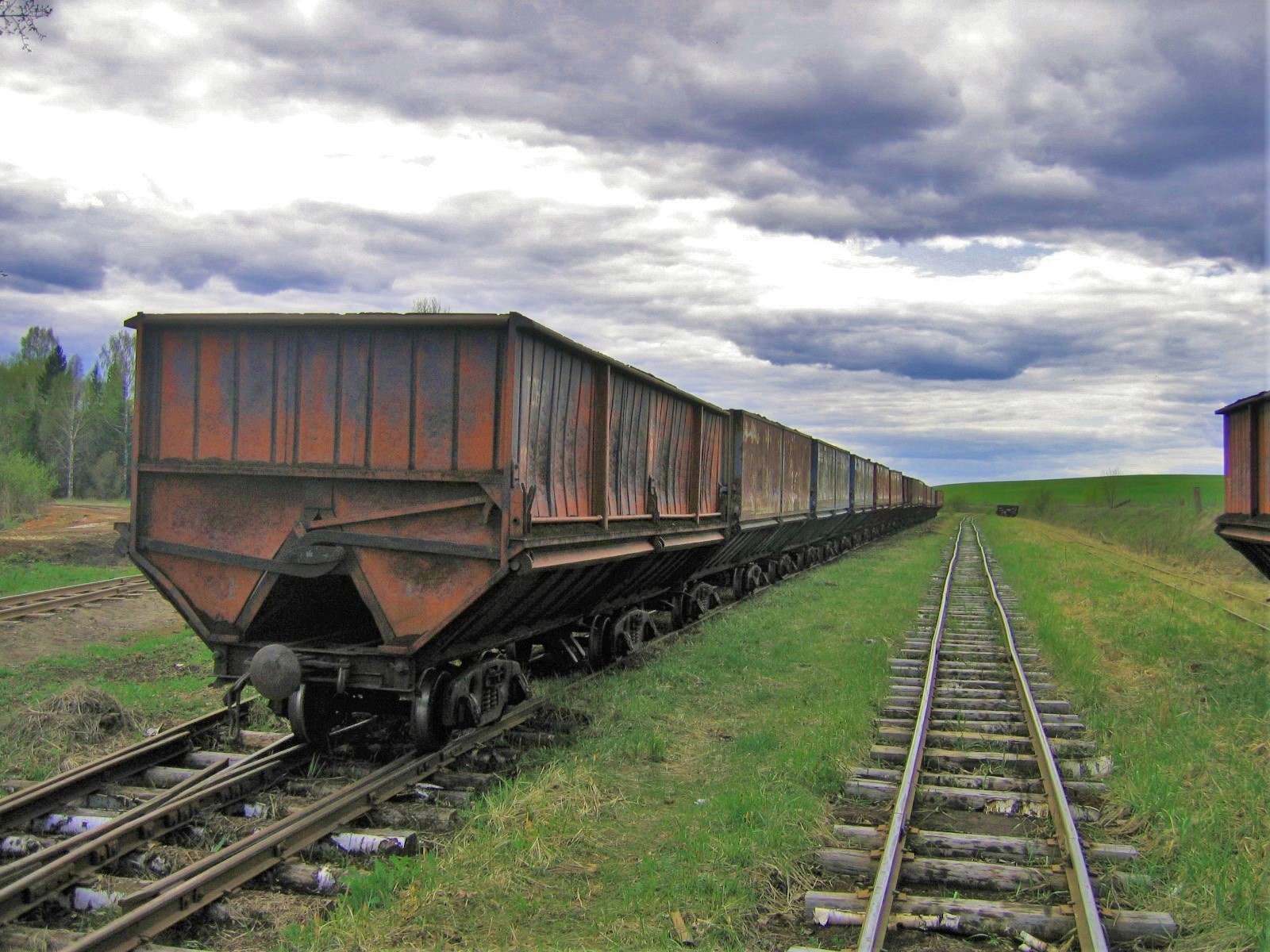
Узкоколейная железная дорога Альцевского т/пр

Все железнодорожные магистрали на территории области входят в состав Горьковской железной дороги, управление которой расположено в Нижнем Новгороде. Основные железнодорожные узлы расположены на территории Нижнего Новгорода и Арзамаса. По ветке Москва — Нижний Новгород с 2010 года открыто скоростное движение поездов «Сапсан».
Узкоколейные железные дороги на территории области:
См. также: Действующие узкоколейные железные дороги России
- Узкоколейная железная дорога завода «Капролактам» находится в промзоне города Дзержинска (демонтирована в 2012 году).
- Узкоколейная железная дорога Пешеланского гипсового завода «Декор-1» находится в посёлке Пешелань Арзамасского района.
- Узкоколейная железная дорога Альцевского торфопредприятия находится в посёлке Пижма Тоншаевского района (демонтирована в 2015 году).
- Пижемская узкоколейная железная дорога находится в посёлке Пижма Тоншаевского района.
- Узкоколейная железная дорога Керженского торфопредприятия находится в посёлке Керженец Борского городского округа (демонтирована в 2015 году).

Водный транспорт:
Регулярное судоходство осуществляется по Волге, Оке, Ветлуге и Суре. Крупнейшие порты: Нижегородский (краны порта на Стрелке демонтированы летом 2017 года при подготовке территории Стрелки к Чемпионату мира по футболу 2018 г.), Дзержинский (перестал существовать в связи с закрытием пассажирского судоходства по реке Оке), Городецкий, Борский и Кстовский.
Автомобильный транспорт:
По территории Нижегородской области проходят федеральные: М7, Р158 и региональные автомагистрали: Р72, Р81, Р125, Р152, Р157, Р159, Р160, Р161 и Р162. Содержанием и строительством автомобильных дорог занимается главное управление автомобильных дорог Нижегородской области (ГУАДНО). В 2009 году сдан в эксплуатацию вантовый мост на трассе Р72 Муром — Навашино, заменивший понтонный мост, который действовал только в летнее время и имел малую грузоподъёмность.
Воздушный транспорт
В области действуют несколько аэропортов и авиабаз. По состоянию на 2014 год регулярные рейсы осуществляются из международного аэропорта Нижний Новгород (Стригино, IATA: GOJ).

## Административно-территориальное деление

### Административно-территориальное устройство
Согласно Уставу Нижегородской области и Закону «Об административно-территориальном устройстве Нижегородской области», субъект РФ включает следующие административно-территориальные образования, учитываемые в Реестре административно-территориальных образований, городских и сельских населённых пунктов Нижегородской области по состоянию на 1 января 2016 года:
- 12 городов областного значения (в том числе 1 закрытое административно-территориальное образование Саров), включающие:
  - 8 внутригородских районов города областного значения Нижнего Новгорода,
  - 45 сельсоветов,
  - 1 курортный посёлок,
  - 9 рабочих посёлков;
- 40 районов, включающих:
  - 16 городов районного значения;
  - 42 рабочих посёлка;
  - 286 сельсоветов.

Всего по области в городах областного значения и районах по состоянию на 1 января 2016 года насчитывается 331 сельсовет, 1 курортный посёлок и 51 рабочий посёлок.

### Муниципальное устройство
Муниципальное устройство на 10 мая 2020 года:
- 15 городских округов,
- 11 муниципальных округов,
- 26 муниципальных районов, которые включают:
  - 34 городских поселения,
  - 192 сельских поселения.

### Районы и города областного значения
| №  | Название                     | Население, человек | Площадь, км² | Административный центр     | Население райцентра, человек |
| -- | ---------------------------- | ------------------ | ------------ | -------------------------- | ---------------------------- |
| 1  | Ардатовский район            | ↗22 835            | 1887,63      | р.п. Ардатов               | ↗9768                        |
| 2  | Балахнинский район           | ↘71 497            | 896,59       | г. Балахна                 | ↘46 915                      |
| 3  | Богородский район            | ↗57 828            | 1459         | г. Богородск               | ↘33 818                      |
| 4  | Большеболдинский район       | ↘10 525            | 866,47       | село Большое Болдино       | ↗5111                        |
| 5  | Большемурашкинский район     | ↗10 434            | 658,64       | р.п. Большое Мурашкино     | ↗5577                        |
| 6  | Бутурлинский район           | ↘13 237            | 1105,2       | р.п. Бутурлино             | ↗6906                        |
| 7  | Вадский район                | ↘13 604            | 742,7        | село Вад                   | ↘6676                        |
| 8  | Варнавинский район           | ↘10 013            | 2523,36      | р.п. Варнавино             | ↗3205                        |
| 9  | Вачский район                | ↗17 059            | 979,49       | р.п. Вача                  | ↗5182                        |
| 10 | Ветлужский район             | ↘13 019            | 2992,37      | г. Ветлуга                 | ↘7681                        |
| 11 | Вознесенский район           | ↗14 890            | 1302,92      | р.п. Вознесенское          | ↘6061                        |
| 12 | Володарский район            | ↘48 400            | 1049,65      | г. Володарск               | ↘9705                        |
| 13 | Воскресенский район          | ↘16 661            | 3554,5       | р.п. Воскресенское         | ↘5555                        |
| 14 | Гагинский район              | ↘10 078            | 1064,18      | село Гагино                | ↘3607                        |
| 15 | Городецкий район             | ↘79 491            | 1482,72      | г. Городец                 | ↘28 660                      |
| 16 | Дальнеконстантиновский район | ↗20 731            | 1377,09      | р.п. Дальнее Константиново | ↗4846                        |
| 17 | Дивеевский район             | ↗15 385            | 844,85       | село Дивеево               | ↗6945                        |
| 18 | Княгининский район           | ↘10 972            | 769,92       | г. Княгинино               | ↘6447                        |
| 19 | Ковернинский район           | ↘17 513            | 2339,78      | р.п. Ковернино             | ↗6994                        |
| 20 | Краснобаковский район        | ↘19 097            | 1757,82      | р.п. Красные Баки          | ↗7348                        |
| 21 | Краснооктябрьский район      | ↘9032              | 886,17       | село Уразовка              | ↘1626                        |
| 22 | Кстовский район              | ↘121 322           | 1226,64      | г. Кстово                  | ↘61 118                      |
| 23 | Лукояновский район           | ↘26 545            | 1890,69      | г. Лукоянов                | ↘12 652                      |
| 24 | Лысковский район             | ↘35 061            | 2134,02      | г. Лысково                 | ↗21 657                      |
| 25 | Павловский район             | ↘90 990            | 1097,11      | г. Павлово                 | ↘55 307                      |
| 26 | Перевозский район            | ↗16 336            | 769.15       | г. Перевоз                 | ↗8999                        |
| 27 | Пильнинский район            | ↘18 590            | 1312.94      | р.п. Пильна                | ↘6466                        |
| 28 | Починковский район           | ↘26 142            | 1960,59      | село Починки               | ↘11 761                      |
| 29 | Сергачский район             | ↗27 690            | 1243,76      | г. Сергач                  | ↗20 256                      |
| 30 | Сеченовский район            | ↗13 856            | 991,04       | село Сеченово              | ↗5428                        |
| 31 | Сокольский район             | ↘11 059            | 1981,44      | р.п Сокольское             | ↘5923                        |
| 32 | Сосновский район             | ↘16 578            | 1170,56      | р.п. Сосновское            | ↗8456                        |
| 33 | Спасский район               | ↗9759              | 706,55       | село Спасское              | ↗4001                        |
| 34 | Тонкинский район             | ↘7266              | 1018,48      | р.п. Тонкино               | ↘4496                        |
| 35 | Тоншаевский район            | ↘14 823            | 2353,1       | р.п. Тоншаево              | ↘4397                        |
| 36 | Уренский район               | ↗28 446            | 2104,29      | г. Урень                   | ↗12 450                      |
| 37 | Шарангский район             | ↗11 562            | 1595,76      | р.п. Шаранга               | ↗6697                        |
| 38 | Шатковский район             | ↗23 190            | 1440,72      | р.п. Шатки                 | ↗8893                        |
| 39 | Город Нижний Новгород        | ↘1 222 172         | 410,68       | г. Нижний Новгород         | ↘1 198 245                   |
| 40 | Город Арзамас                | ↘144 336           | 41,74        | г. Арзамас                 | ↘103 538                     |
| 41 | Город Бор                    | ↘117 287           | 3584,28      | г. Бор                     | ↘77 024                      |
| 42 | Воротынский                  | ↘14 143            | 1935,81      | р.п. Воротынец             | ↘5849                        |
| 43 | Город Выкса                  | ↘73 478            | 1865,64      | г. Выкса                   | ↘45 240                      |
| 44 | Город Дзержинск              | ↘223 327           | 421,53       | г. Дзержинск               | ↘213 410                     |
| 45 | Город Кулебаки               | ↘45 919            | 922,39       | г. Кулебаки                | ↗32 184                      |
| 46 | Навашинский                  | ↘21 489            | 1277,48      | г. Навашино                | ↗14 664                      |
| 47 | Город Первомайск             | ↘17 601            | 1227,32      | г. Первомайск              | ↘13 223                      |
| 48 | ЗАТО город Саров             | ↘93 493            | 232,00       | г. Саров                   | ↘93 493                      |
| 49 | Семёновский                  | ↘45 885            | 3877,38      | г. Семёнов                 | ↗25 075                      |
| 50 | Город Чкаловск               | ↗19 678            | 861,52       | г. Чкаловск                | ↗11 535                      |
| 51 | Город Шахунья                | ↘29 529            | 2588,25      | г. Шахунья                 | ↘17 626                      |

### Общая карта
|  | Более 1 000 000 жителей |
|  | Более 100 000 жителей   |
|  | 50 000—100 000 жителей  |
|  | 10 000 — 50 000 жителей |

### Населённые пункты
Населённые пункты с численностью населения более 9000 человек
| Нижний Новгород | ↘1 198 245 |
| Дзержинск       | ↘213 410   |
| Арзамас         | ↘103 538   |
| Саров           | ↘93 493    |
| Бор             | ↘77 024    |
| Кстово          | ↘61 118    |
| Павлово         | ↘55 307    |
| Выкса           | ↘45 240    |
| Балахна         | ↘46 915    |

| Заволжье  | ↘36 763 |
| Богородск | ↘33 818 |
| Кулебаки  | ↗32 184 |
| Городец   | ↘28 660 |
| Семёнов   | ↗25 075 |
| Лысково   | ↗21 657 |
| Сергач    | ↗20 256 |
| Шахунья   | ↘17 626 |
| Навашино  | ↗14 664 |

| Лукоянов   | ↘12 652 |
| Первомайск | ↘13 223 |
| Урень      | ↗12 450 |
| Починки    | ↘11 761 |
| Чкаловск   | ↗11 535 |
| Ворсма     | ↘10 162 |
| Володарск  | ↘9705   |
| Шатки      | ↗8893   |

## Население
| 1897       | 1926       | 1928       | 1937       | 1939       | 1950       | 1959       | 1970       | 1975       | 1979       | 1985       | 1987       |
| ---------- | ---------- | ---------- | ---------- | ---------- | ---------- | ---------- | ---------- | ---------- | ---------- | ---------- | ---------- |
| 1 584 774  | ↗2 743 344 | ↗2 785 500 | ↗3 683 008 | ↘3 565 000 | ↘3 351 000 | ↗3 590 274 | ↗3 682 484 | ↗3 695 000 | ↗3 695 523 | ↗3 697 000 | ↘3 688 000 |
| 1989       | 1990       | 1991       | 1992       | 1993       | 1994       | 1995       | 1996       | 1997       | 1998       | 1999       | 2000       |
| ↗3 714 322 | ↗3 780 256 | ↘3 773 185 | ↘3 762 340 | ↘3 753 098 | ↘3 737 364 | ↘3 730 590 | ↘3 711 116 | ↘3 691 689 | ↘3 673 896 | ↘3 655 489 | ↘3 628 222 |
| 2001       | 2002       | 2003       | 2004       | 2005       | 2006       | 2007       | 2008       | 2009       | 2010       | 2011       | 2012       |
| ↘3 594 476 | ↘3 524 028 | ↘3 515 673 | ↘3 479 296 | ↘3 445 341 | ↘3 411 030 | ↘3 381 328 | ↘3 359 816 | ↘3 340 684 | ↘3 310 597 | ↘3 307 648 | ↘3 296 947 |
| 2013       | 2014       | 2015       | 2016       | 2017       | 2018       | 2019       | 2020       | 2021       | 2022       | 2023       | 2024       |
| ↘3 289 841 | ↘3 281 496 | ↘3 270 203 | ↘3 260 267 | ↘3 247 713 | ↘3 234 752 | ↘3 214 623 | ↘3 202 946 | ↘3 119 115 | ↘3 108 918 | ↘3 081 817 | ↘3 060 335 |
| 2025       |            |            |            |            |            |            |            |            |            |            |            |
| ↘3 039 421 |            |            |            |            |            |            |            |            |            |            |            |

### Национальный состав
Численность населения области по данным Госкомстата России составляет 3 039 421 чел. (2025). Плотность населения — 39,67 чел./км2 (2025). Городское население — 
81,77 % (2022).
| Национальность        | Численность | Численность | Численность | Численность | Численность | Численность | Численность | Численность | Численность |
| Национальность        | 1926 год    | 1939 год    | 1959 год    | 1970 год    | 1979 год    | 1989 год    | 2002 год    | 2010 год    | 2020 год    |
| --------------------- | ----------- | ----------- | ----------- | ----------- | ----------- | ----------- | ----------- | ----------- | ----------- |
| Русские               | 2 553 230   | 3 619 463   | 3 381 991   | 3 477 331   | 3 513 494   | 3 522 148   | 3 346 398   | 3 109 661   | 2 448 926   |
| Татары                | 79 897      | 88 241      | 66 996      | 71 794      | 68 632      | 58 603      | 50 609      | 44 103      | 26 685      |
| Мордва                | 84 920      | 83 095      | 63 861      | 51 628      | 45 028      | 36 709      | 25 022      | 19 138      | 7 432       |
| Украинцы              | 2 537       | 28 187      | 29 314      | 29 807      | 29 112      | 33 344      | 24 241      | 17 657      | 6 260       |
| Армяне                | 93          | 1 201       | 1 086       | 880         | 1 111       | 1 822       | 10 786      | 13 294      | 9 547       |
| Чуваши                | 1 176       | 4 895       | 4 282       | 6 015       | 7 517       | 12 206      | 11 364      | 9 765       | 4 584       |
| Азербайджанцы         | н.д.        | 241         | 662         | 469         | 1 053       | 3 153       | 8 309       | 8 494       | 5 041       |
| Марийцы               | 3 935       | 5 807       | 5 177       | 8 793       | 8 027       | 7 942       | 7 757       | 6 415       | 2 919       |
| Белорусы              | 1 316       | 6 264       | 7 519       | 7 776       | 8 441       | 9 265       | 6 833       | 4 673       | 1 633       |
| Цыгане                | 679         | 839         | 1 165       | 2 351       | 3 819       | 4 316       | 4 373       | 4 469       | 3 246       |
| Езиды                 | н.д.        | н.д.        | н.д.        | н.д.        | н.д.        | н.д.        | 3 076       | 3 781       | 2 103       |
| Евреи                 | 10 679      | 17 530      | 18 274      | 16 838      | 15 110      | 12 198      | 5 312       | 3 769       | 1 472       |
| Узбеки                | 2           | 198         | 761         | 522         | 523         | 1 667       | 1 103       | 3 504       | 4 105       |
| Таджики               | н.д.        | 36          | 179         | 170         | 199         | 528         | 963         | 2 145       | 2 915       |
| Молдаване             | 7           | 176         | 1 993       | 1 207       | 1 481       | 2 429       | 1 812       | 1 894       | 773         |
| Грузины               | 29          | 539         | 744         | 449         | 597         | 1 238       | 2 183       | 1 792       | 1 077       |
| Немцы                 | 600         | 4 758       | 682         | 611         | 671         | 924         | 1 574       | 1 248       | 552         |
| Другие национальности | 2 562       | 5 667       | 4 905       | 4 792       | 5 811       | 9 796       | 12 160      | 54 195      | 28 123      |
| Всё население         | 2 743 344   | 3 869 887   | 3 590 813   | 3 682 484   | 3 711 617   | 3 719 614   | 3 524 028   | 3 310 597   | 3 119 115   |

Примечание: показаны народы чья численность превышала 1 тыс. человек.

## Религия

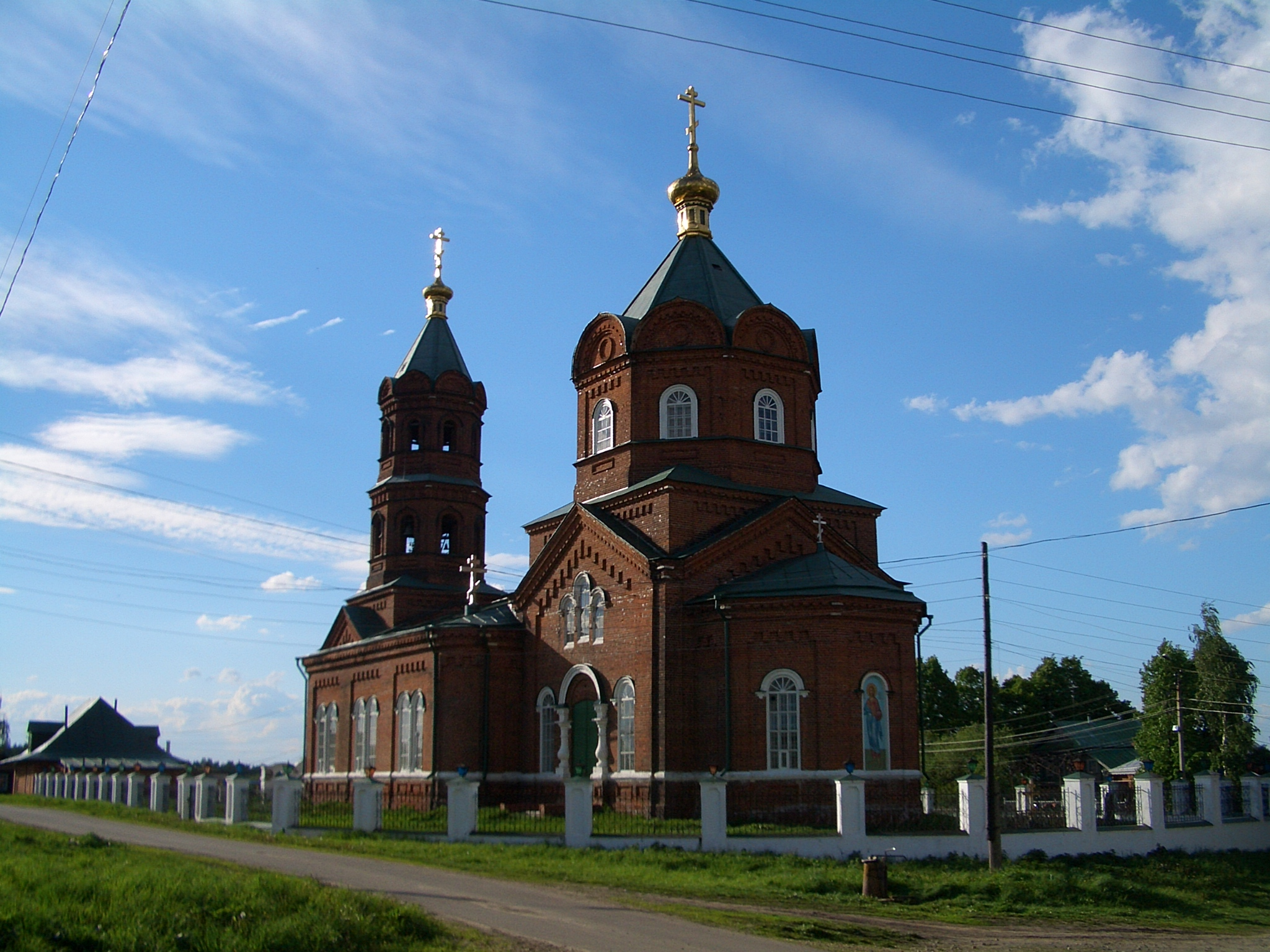
Церковь св. Живоначальной Троицы, с. Безводное, Кстовский район

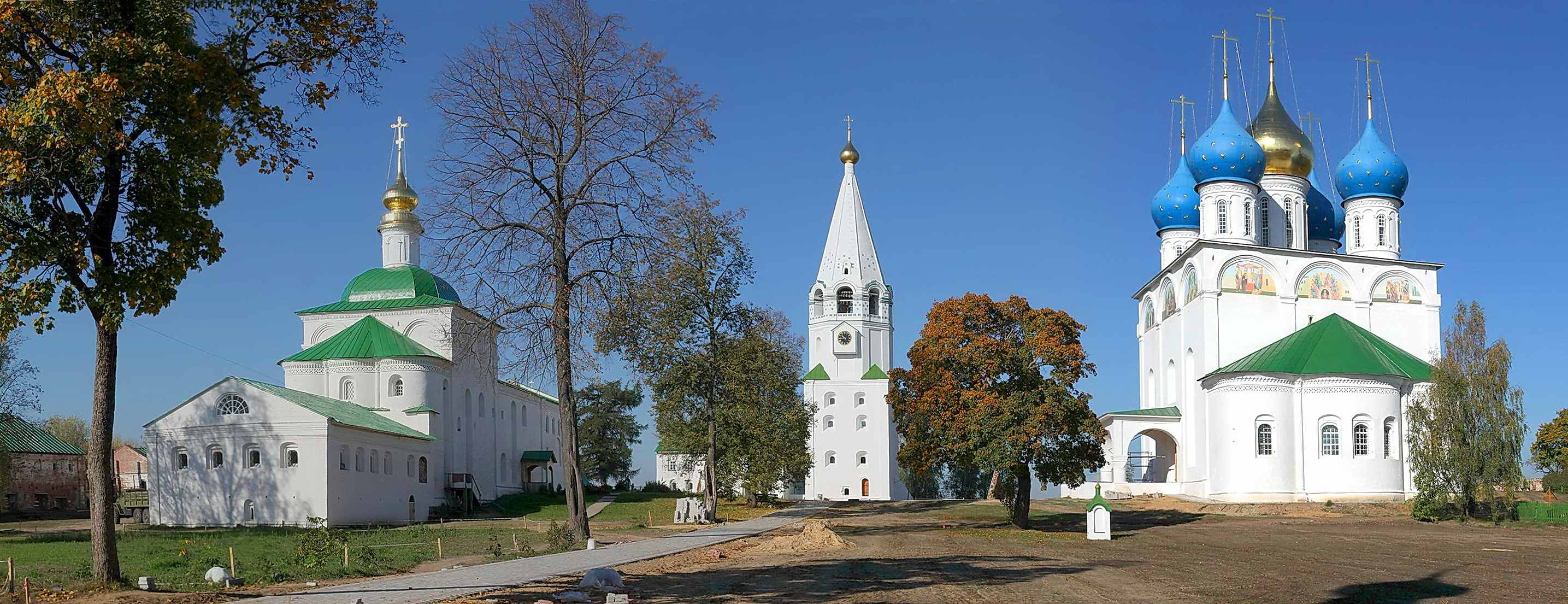
Флорищева пустынь

В Нижегородской области преобладает православие: 81,6 % от общего числа религиозных организаций, среди них старообрядческих 3,7 % от общего числа религиозных организаций. Значительную долю занимает ислам: 8,6 % от общего числа религиозных организаций. Также присутствуют различные протестантские общины. В Нижнем Новгороде имеются католическая и лютеранская общины, действует синагога.

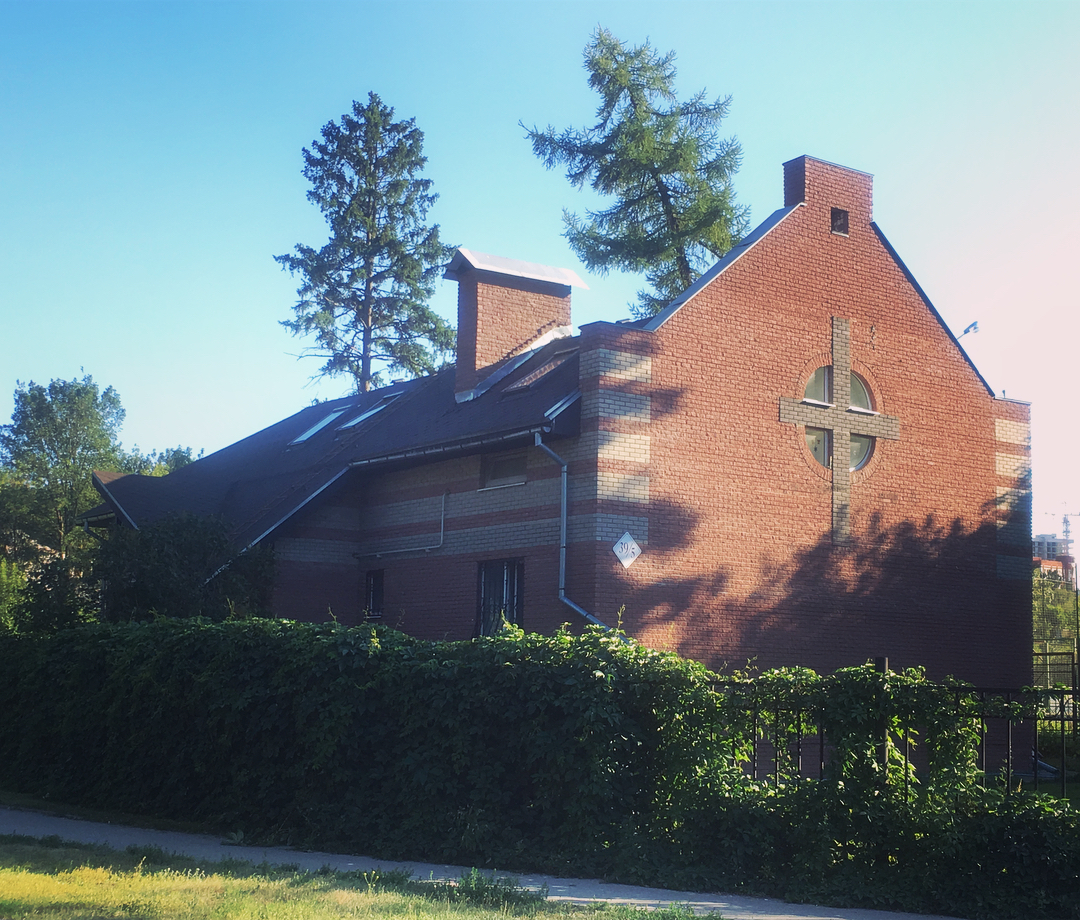
Евангелическо-лютеранский приход Нижнего Новгорода

| Конфессия                                   | Число зарегистрированных религиозных организаций |
| ------------------------------------------- | ------------------------------------------------ |
| Русская православная церковь                | 609                                              |
| Древлеправославная церковь                  | 15                                               |
| Старообрядцы                                | 14                                               |
| Ислам                                       | 58                                               |
| Иудаизм                                     | 2                                                |
| Евангельские христиане-баптисты             | 14                                               |
| Евангельские христиане                      | 17                                               |
| Христиане веры евангельской — пятидесятники | 19                                               |
| Адвентисты седьмого дня                     | 22                                               |
| Римско-католическая церковь                 | 1                                                |
| Лютеране                                    | 1                                                |
| Иные вероисповедания                        | 10                                               |
| ВСЕГО                                       | 782                                              |

## Образование и культура
В области в рамках оптимизации расходов в бюджетной сфере производится сокращение малокомплектных школ. В 2009 году было закрыто 96 общеобразовательных школ и сокращено 1390 учителей.

## Достопримечательности

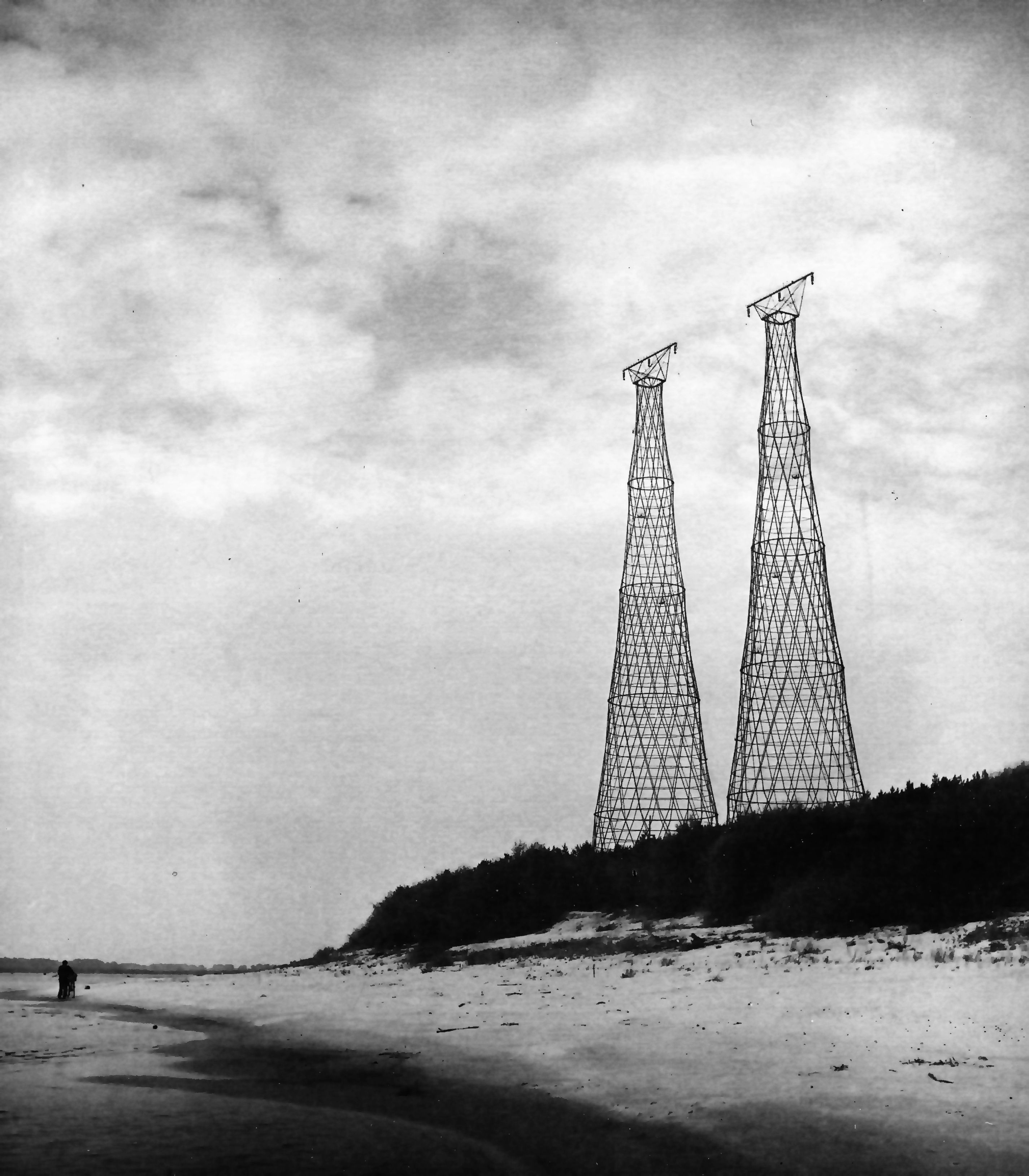
Шуховские башни на Оке под Дзержинском, 1989 год

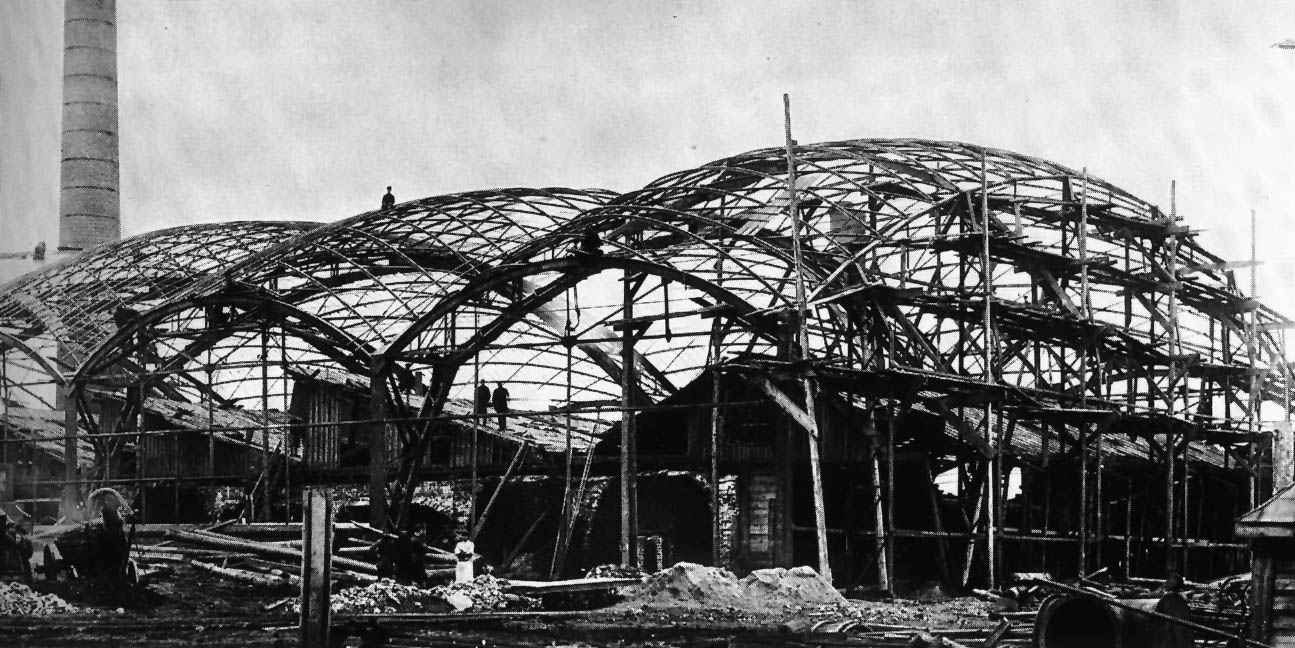
Строительство первых в мире сетчатых оболочек-перекрытий двоякой кривизны конструкции В. Г. Шухова на Выксунском металлургическом заводе, 1897

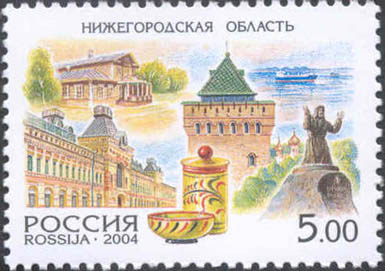
Усадьба Болдино (слева вверху), здание нижегородской ярмарки (слева), башня Нижегородского кремля (центр), памятник Серафиму Саровскому в Сарове (справа) и народные промыслы области (центр) на почтовой марке России 2004 года из серии «Россия. Регионы», посвящённой Нижегородской области

На территории Нижегородской области находятся уникальные природные объекты: Керженский заповедник, Ичалковский заказник, памятники природы Вадское озеро и озеро Светлояр, в воды которого, по преданию, в первой половине XIV века погрузился Китеж-град.
В Нижегородской области находится Болдино — родовое имение Пушкиных, в котором жил и работал великий русский поэт А. С. Пушкин.
На устье реки Керженца расположен Желтоводский Макариев монастырь, основанный в первой половине XV века преподобным чудотворцем Макарием.
Женский Дивеевский монастырь является местом православного паломничества, как обитель, находящаяся под покровительством Святого чудотворца Серафима Саровского, чьи мощи находятся в Троицком соборе монастыря.
У города Дзержинска на левом берегу Оки расположено уникальное архитектурное сооружение: 128-метровая стальная гиперболоидная ажурная башня, построенная инженером Владимиром Григорьевичем Шуховым в 1929 году. Это одна из двух сохранившихся в России высотных многосекционных гиперболоидных конструкций, вторая — знаменитая Шуховская телебашня — стоит на Шаболовке, в Москве. Башня на Оке служила одной из опор уникального перехода ЛЭП Нижегородской ГРЭС 110 киловольт через реку Оку.

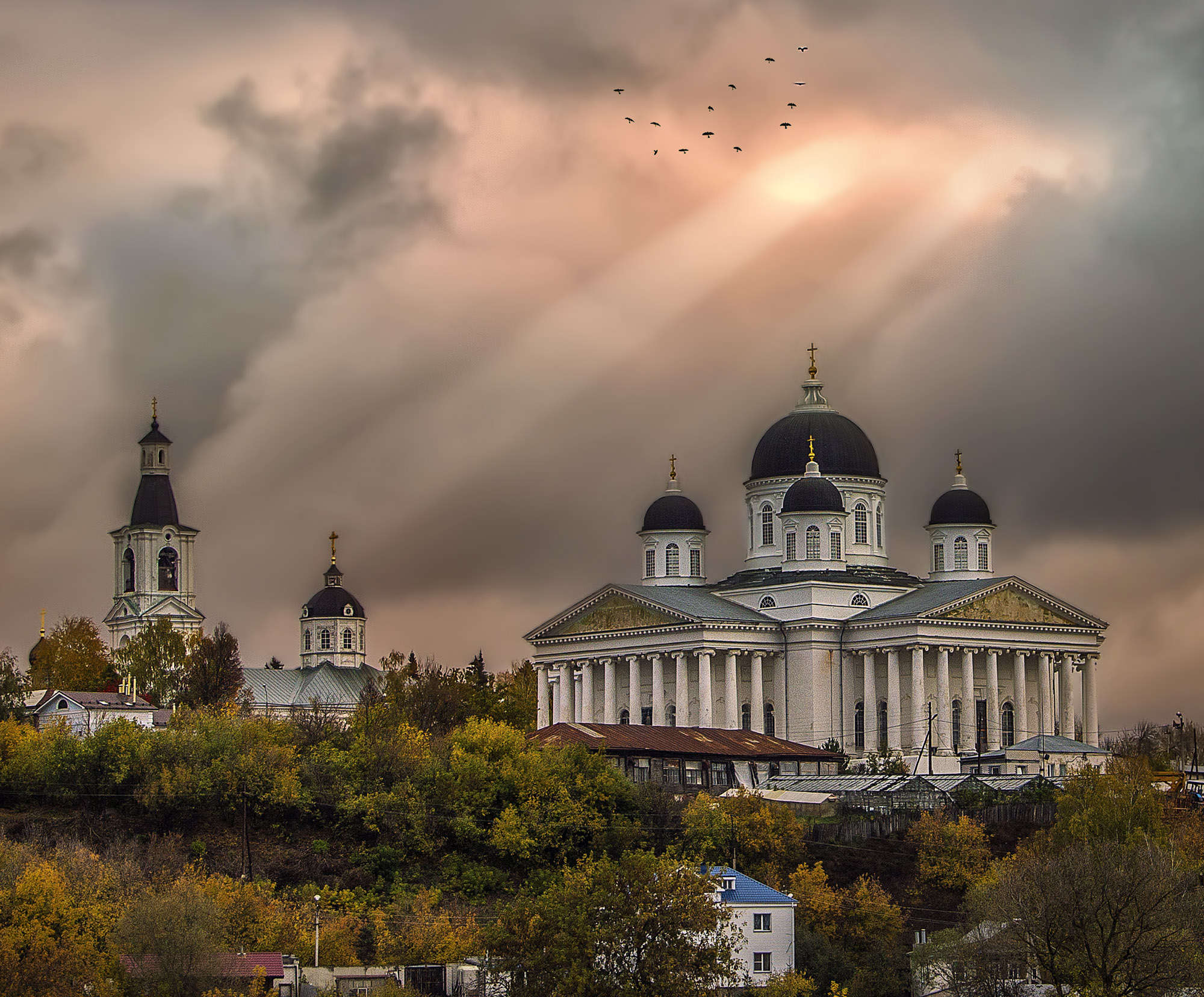
Вид на Воскресенский собор в Арзамасе

Город Арзамас богат своей и историей и архитектурными памятниками. Самым известным является Воскресенский собор, который находится на Соборной площади. В конце XIX — начале XX веков здесь насчитывалось 36 церквей и 4 монастыря.
В Выксе на территории Выксунского металлургического завода находятся уникальные памятники промышленной архитектуры и технического искусства, также построенные В. Г. Шуховым в конце XIX века. Это цех с первыми в мире парусообразными стальными сетчатыми оболочками покрытия двоякой кривизны и одна из первых в мире гиперболоидных конструкций — стальная ажурная сетчатая гиперболоидная башня. Парусообразные перекрытия цеха — единственные сохранившиеся в России стальные сетчатые перекрытия-оболочки из более тридцати, возведённых по проектам В. Г. Шухова. В здании этого цеха, возможно, будет создан музей стального дела в России.
В Городце, одном из древнейших русских поселений на Средней Волге, основанном во 2-й половине XII века, находятся музеи, посвящённые рукоделию и мастерству, быту и истории народов Поволжья.
Большое количество архитектурных памятников располагается в административном центре области — городе Нижнем Новгороде, среди которых Нижегородский кремль, собор Александра Невского, Строгановская церковь, Староярмарочный собор и другие.
Достопримечательностям Нижегородской области посвящены произведения писателя Михаила Татаринова.

## Органы власти

### Губернатор

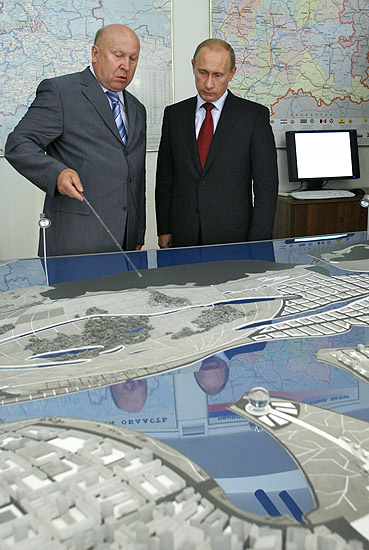
Губернатор Нижегородской области Валерий Шанцев и Владимир Путин

Высшим должностным лицом является губернатор, избираемый на 5-летний срок.
14 сентября 2014 года на досрочных выборах губернатора Нижегородской области Валерий Шанцев был избран на новый срок.
26 сентября 2017 года временно исполняющим обязанности губернатора Нижегородской области был назначен Глеб Никитин. В сентябре 2018 года он был избран главой региона. В 2023 году был переизбран на новый срок.

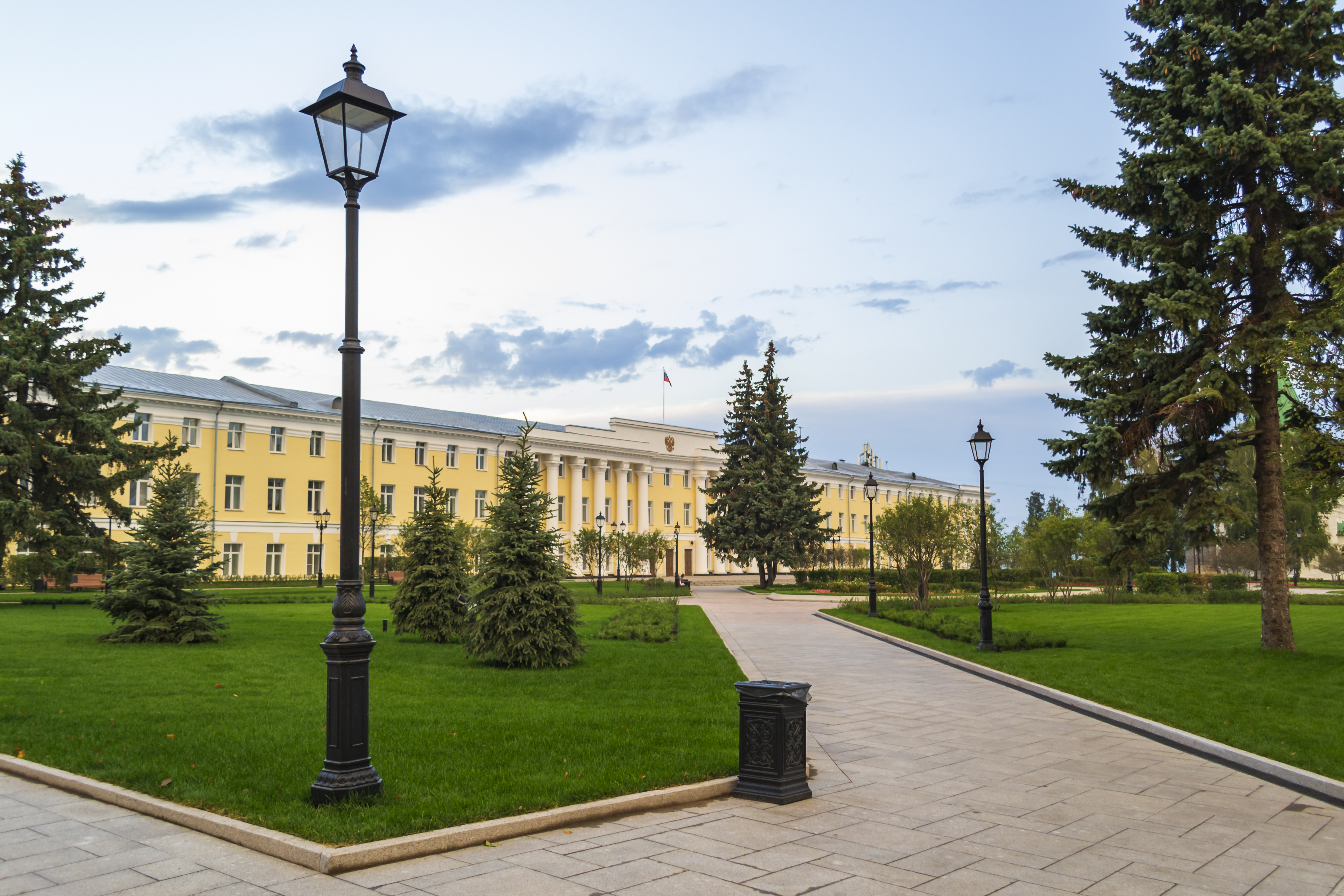
Законодательное собрание Нижегородской области

### Законодательная власть
Законодательную власть осуществляет законодательное собрание, Срок полномочий членов законодательного собрания — 5 лет.
Председателем законодательного собрания в настоящее время является Люлин Евгений Борисович.

### Исполнительная власть
Исполнительным органом является Правительство области, возглавляемое Губернатором Нижегородской области, являющимся по должности Председателем Правительства области.